# Hello! (album)
Albums de Status Quo
Piledriver
(1972) Quo
(1974)
Singles
1. Caroline
Sortie : 31 août 1973

Hello! est le 6e album studio du groupe de rock anglais Status Quo. Il sortit le 28 septembre 1973 sur le label Vertigo Records et fut produit par le groupe. Cet album fut très acclamé par la critique et le public, il demeure encore cinquante ans après un classique du rock, sans pour autant détrôner Piledriver considéré généralement comme le meilleur album du groupe.

## Historique
Cet album fut enregistré comme son prédécesseur, Piledriver dans les studios I.B.C. de Londres. Il est le premier album avec des chansons composées uniquement par le groupe et on notera la première participation du batteur John Coghlan à l'écriture d'un titre (Roll Over Lay Down).
Il  sera le premier album du groupe à atteindre la première place des charts britanniques où il restera classé pendant 28 semaines, et aussi le premier à être certifié disque d'or au Royaume-Uni. Il sera également certifié disque d'or en France en 1976.
Première participation aussi du claviériste Andy Bown a un album du Quo, il en deviendra un membre officiel quelques années plus tard.
La chanson Caroline, unique single issu de l'album, sera le premier titre du groupe à atteindre le top five dans les charts britanniques. Cette chanson est considérée comme l'un des morceaux de rock parmi les plus efficaces et se vendra à plus de 200 000 (single d'argent) exemplaires en Grande Bretagne.
La réédition de l'album en 2005 comprend le titre bonus Joanne qui servait de face B au single Caroline. La réédition Deluxe de 2015 propose un compact-disc bonus avec sept titres.

## Liste des titres
Face 1
| No | Titre              | Auteur                                    | Durée |
| -- | ------------------ | ----------------------------------------- | ----- |
| 1. | Roll Over Lay Down | Rossi, Young, Lancaster, Parfitt, Coghlan | 5:45  |
| 2. | Claudie            | Rossi, Young                              | 4:06  |
| 3. | Reason for Leaving | Rossi, Parfitt                            | 3:46  |
| 4. | Blue Eyed Lady     | Lancaster, Parfitt                        | 3:54  |

Face 2
| No | Titre                    | Auteur             | Durée |
| -- | ------------------------ | ------------------ | ----- |
| 5. | Caroline                 | Rossi, Young       | 4:18  |
| 6. | Softer Ride              | Lancaster, Parfitt | 4:02  |
| 7. | And It's Better Now      | Rossi, Young       | 3:20  |
| 8. | Forty-Five Hundred Times | Rossi, Parfitt     | 9:53  |

Titre bonus réédition 2001
| No | Titre  | Auteur    | Durée |
| -- | ------ | --------- | ----- |
| 9. | Joanne | Lancaster | 5:10  |

Cd bonus de l'édition Deluxe de 2015
| No | Titre                                                                             | Auteur       | Durée |
| -- | --------------------------------------------------------------------------------- | ------------ | ----- |
| 1. | Joanne (Face B du single Caroline)                                                | Lancaster    | 5:10  |
| 2. | Caroline (Original demo (fast))                                                   | Rossi, Young | 2:11  |
| 3. | Caroline (Original demo (slow))                                                   | Rossi, Young | 3:10  |
| 4. | Don't Waste My Time (Reading Festival 1973)                                       | Rossi, Young | 4:22  |
| 5. | Caroline (Mono)                                                                   | Rossi, Young | 2:43  |
| 6. | Caroline (Stereo Edit)                                                            | Rossi, Young | 2:45  |
| 7. | Is It Really Me / Gotta Go Home (Live at National Stadium, Dublin, 10 avril 1973) | Lancaster    | 25:17 |

## Musiciens
Status Quo
- Francis Rossi : chant, guitare solo et rythmique
- Rick Parfitt : chant, guitares, piano
- Alan Lancaster : chant, basse
- John Coghlan : batterie, percussions

Musiciens additionnels
- Andy Bown : piano sur Blue Eyed Lady
- John Mealing : piano sur Forty-Five Hundred Times
- Steve Farr : saxophone alto
- Stewart Blandamer : saxophone ténor

## Charts et certifications

### Album
Charts
| Pays                          | Durée du classement | Meilleur classement | Date             |
| ----------------------------- | ------------------- | ------------------- | ---------------- |
| Allemagne (GfK Entertainment) | 4 semaines          | 37e                 | 12 octobre 1973  |
| Australie (ARIA Charts)       | 3 semaines          | 19e                 | 24 novembre 1975 |
| Norvège (VG-lista)            | 7 semaines          | 6e                  | 12 novembre 1973 |
| Royaume-Uni (UK Albums Chart) | 28 semaines         | 1er                 | 21 octobre 1973  |

Certifications
| Pays        | Certification | Ventes    | Date             |
| ----------- | ------------- | --------- | ---------------- |
| France      | Or            | 100 000 + | 1976             |
| Royaume-Uni | Or            | 100 000 + | 1er janvier 1974 |

### Single
| Single   | Chart              | Durée du classement | Position | Date             | certification |
| -------- | ------------------ | ------------------- | -------- | ---------------- | ------------- |
| Caroline | (UK Singles Chart) | 13 semaines         | 5e       | 21 octobre 1973  | Argent        |
| Caroline | (Single Top 100)   | 3 semaines          | 36e      | 29 novembre 1973 | Argent        |
| Caroline | (W) (Ultratop)     | 1 semaine           | 49e      | 29 décembre 1973 | Argent        |
| Caroline | (Single Top 100)   | 6 semaines          | 63e      | 19 novembre 1973 | Argent        |
| Caroline | (IRMA)             | 1 semaine           | 11e      | 25 octobre 1973  | Argent        |